# Alexandre Arkhanguelski
Pour les articles homonymes, voir Arkhanguelski.
Alexandre Vladimirovitch Arkhanguelski (en russe : Александр Владимирович Архангельский), né en 1938 à Moscou, est un mathématicien russe. Son travail de recherche, incluant la publication de plus de 200 articles, couvre diverses spécialités de la topologie générale. Il effectue des travaux particulièrement importants sur la théorie de la métrisabilité et des espaces métriques généralisés, les fonctions cardinales, les espaces topologiques de fonctions et autres groupes topologiques, et des classes particulières de fonctions topologiques. Après une carrière longue et remarquable à l'université d'État de Moscou, il émigre aux États-Unis dans les années 1990. En 1993, il devient professeur à l'université de l'Ohio, d'où il prend sa retraite en 2011.

## Biographie
Arkhanguelski est le fils de Vladimir Alexandrovitch Arkhanguelski et Maria Pavlova Radimova, qui divorcent lorsqu'il a quatre ans. Il est élevé par son père. Il est aussi proche de son oncle, le concepteur d'avions Alexandre Arkhanguelski (en), qui n'avait pas d'enfant. En 1954, Arkhanguelski entre à l'université d'État de Moscou, où il devient étudiant de Pavel Alexandrov. À la fin de sa première année, il dit à Alexandrov qu'il voulait se spécialiser en topologie.
En 1959, dans son mémoire de maîtrise, il introduit le concept de réseau d'un espace topologique, considéré aujourd'hui comme une notion topologique fondamentale. La même année, il épouse Olga Constantinovna.
Il soutient en 1962 son Kandidat nauk à l'Institut de mathématiques Steklov, sous la direction d'Alexandrov, et obtient le grade de Doktor nauk en 1966.
C'est en 1969 qu'Arkhanguelski publie ce qui est considéré comme son résultat mathématique le plus significatif : résolvant un problème posé en 1923 par Alexandrov et Urysohn, il démontre que tout espace compact à bases dénombrables de voisinages a au plus la puissance du continu et plus généralement, que le cardinal |X| d'un espace séparé est majoré en fonction de son caractère χ(X) et de son nombre de Lindelöf L(X) : |X| ≤ 2χ(X)L(X). Chris Good parle de ce théorème d'Arkhanguelski comme d'un « résultat impressionnant » et d'un « modèle pour beaucoup d'autres résultats dans ce domaine. » Richard Hodel écrit que c'est « peut-être la plus excitante et spectaculaire des inégalités difficiles », une « belle inégalité » et « l'inégalité la plus importante entre invariant cardinaux. »
En 1970, Arkhanguelski devient professeur titulaire, encore à l'université d'État de Moscou. Il prend un congé en 1972-75 au Pakistan, enseignant à l'université Quaid-i-Azam d'Islamabad dans le cadre d'un programme de l'UNESCO.
Arkhanguelski profite des rares possibilités de voyager hors d'Union soviétique pour se rendre à des congrès de mathématiques. Il est à une conférence à Prague lors de la tentative de coup d'État de 1991 en URSS. Rentré dans des conditions très incertaines, il commence à chercher une position académique aux États-Unis. En 1993, il accepte un poste de professeur à l'université de l'Ohio, où il est nommé professeur distingué en 2003.
Arkhanguelski est l'un des fondateurs du journal Topology and its Applications ; le no  13 du volume 153, de juillet 2006, est un numéro spécial en l'honneur de son 65e anniversaire.

## Sélection de publications

### Livres
- (avec V. I. Ponomarev) (en) A. V. Arkhangel'skii et Ponomarev, Fundamentals of General Topology: Problems and Exercises, Springer, décembre 2001 (1re éd. 1984, Reidel) (ISBN 978-1-40200308-0, lire en ligne)
- (en) A. V. Arkhangel'skii, Topological Function Spaces, Kluwer Academic Publishers, novembre 1991 (ISBN 978-0-7923-1531-5, lire en ligne)
- (avec Mikhail Tkachenko) (en) A. V. Arkhangel'skii et Mikhail Tkachenko, Topological Groups and Related Structures, Atlantis Press, mai 2008 (ISBN 978-90-78677-06-2, lire en ligne)

### Articles
- (en) A. V. Arkhangel'skii, « An addition theorem for the weight of sets lying in bicompacta », Doklady Akademii Nauk SSSR, vol. 126,‎ 1959, p. 239-241
- (en) A. V. Arkhangel'skii, « Mappings and spaces », Russian Mathematical Surveys, vol. 21, no 4,‎ 1966, p. 115-162
- (en) A. V. Arkhangel'skii, « An approximation of the theory of dyadic compacta », Soviet Mathematics, vol. 10,‎ 1969, p. 151-154
- (en) A. V. Arkhangel'skii, « On the cardinality of bicompacta satisfying the first axiom of countability », Soviet Mathematics, vol. 10,‎ 1969, p. 967-970
- (en) A. V. Arkhangel'skii, « Structure and classification of topological spaces and cardinal invariants », Russian Mathematical Surveys, vol. 33, no 6,‎ 1978, p. 33-96 (DOI 10.1070/RM1978v033n06ABEH003884)
- (en) A. V. Arkhangel'skii, « Some properties of radial spaces », Mathematical Notes, vol. 27, no 1,‎ 1980, p. 50-54 (DOI 10.1007/BF01149814)
- (en) A. V. Arkhangel'skii, « Relations among the invariants of topological groups and their subspaces », Russian Mathematical Surveys, vol. 35, no 3,‎ 1980, p. 1-24 (DOI 10.1070/RM1980v035n03ABEH001674)
- (avec D. B. Shakhmatov) (en) A. B. Arkhangel'skii et Dmitri Shakhmatov, « On pointwise approximation of arbitrary functions by countable families of continuous functions », Journal of Mathematical Sciences, vol. 50, no 2,‎ 1990, p. 1497-1512 (DOI 10.1007/BF01388512)
- (en) A. V. Arkhangel'skii, « Relative topological properties and relative topological spaces », Topology and its Applications, vol. 70, nos 2-3,‎ juin 1996, p. 87-99 (DOI 10.1016/0166-8641(95)00086-0)